# 黒川征一
黒川 征一（くろかわ せいいち、1947年（昭和22年）7月24日 - ）は、日本の政治家、労働運動家。元徳島県三好市長（2期）、元徳島県議会議員（4期）。

## 経歴
1947年7月24日、徳島県三好郡三縄村松尾で、農家の黒川村一・アキヱの三男に生まれる。池田町立出合小学校・中学校、徳島県立池田高等学校を卒業。貧困のため大学進学を諦め就職。
1966年から徳島西部交通、美馬郵便局、池田石油、神戸製鋼所などを遍歴した。1968年から池田町役場に勤務。役場に通いながら通信教育を受け、1973年3月に近畿大学法学部法律学科を卒業。1987年3月に法政大学文学部地理学科を卒業。
1991年から介護保険講師として講演活動も行っている。徳島地方自治研究所理事、池田町地方自治研究所所長、全労済連合会役員なども歴任。
役場勤務の傍ら、日本社会主義青年同盟や日本社会党に参加し、全日本自治団体労働組合（自治労）の専従役員なども務めた。1987年の自治労第52回大会で自治労中央執行委員（組織局次長、全国消防職員議会事務局長）に就任。1990年から1998年まで同全国町村評議会議長も務めた。1999年に役場を退職、徳島県議会議員選挙三好選挙区に出馬し当選。同議会議員に計4回当選し、会派新風・民主クラブ会長を務めた。

### 2013年三好市長選挙
2013年6月3日、三好市長の俵徹太郎が健康上の理由により辞職する意向を表明。俵の交流拠点施設計画に対し反対を強く主張し7月21日に行われた市長選挙に立候補。建設派で元副市長の武川修士（自民党推薦）ら2候補を破り初当選した。7月24日、市長就任。
※当日有権者数：25,594人 最終投票率：75.13%（前回比：pts）
| 候補者名 | 年齢 | 所属党派 | 新旧別 | 得票数  | 得票率 | 推薦・支持         |
| -------- | ---- | -------- | ------ | ------- | ------ | ------------------ |
| 黒川征一 | 65   | 無所属   | 新     | 9,555票 | 50.35% |                    |
| 武川修士 | 63   | 無所属   | 新     | 9,259票 | 48.79% | （推薦）自由民主党 |
| 喜志久   | 62   | 無所属   | 新     | 164票   | 0.86%  |                    |

### 2017年三好市長選挙
2017年7月9日に行われた市長選は元市議の仁尾健治との一騎打ちとなった。三好市役所の現庁舎を耐震改修して新庁舎と併用する計画を進める黒川に対し、仁尾は現庁舎を解体して分庁舎を建て、新庁舎に多目的ホールを合築しないよう訴えたが、黒川が再選した。
※当日有権者数：23,937人 最終投票率：63.05%（前回比：-12.08pts）
| 候補者名 | 年齢 | 所属党派 | 新旧別 | 得票数  | 得票率 | 推薦・支持 |
| -------- | ---- | -------- | ------ | ------- | ------ | ---------- |
| 黒川征一 | 69   | 無所属   | 現     | 7,962票 | 53.94% |            |
| 仁尾健治 | 68   | 無所属   | 新     | 6,798票 | 46.06% |            |

2021年5月2日、高井美穂県議が任期満了に伴う三好市長選挙（7月11日執行）に立候補する意向であることが報道により明らかとなる。5月13日、黒川は市役所で記者会見し、3選不出馬を表明した。また、後継指名をしない方針であると述べた。

## 政策・人物
- 1974年に加茂愛育園の保育士・大谷勝子と結婚[3]。間に長男が一人いる[4]。
- 2020年5月10日、「三好ジオパーク構想推進協議会」の会長に就任。日本ジオパーク委員会の「日本ジオパーク」の認定を目指す[12]。
- 2020年度に、職員用として、若手職員がデザインしたトートバッグ880枚を作った。費用は約50万円で、祖谷渓の小便小僧のシルエットがプリントされている。2021年3月から希望する職員ら約700人に配ったところ、市内外の出張や研修の移動時に使っているのを見た市民の目に留まり、評判になった。これを受けて市は、高井美穂市政に移行したのち、価格千円で一般販売を始めた[13]。
- 2021年1月4日、三好市の魅力を発信するウェブサイト『まるごと三好観光ポータルメディア』を立ち上げた[14][15]。

## 不祥事

### 盗用疑惑
三好市の広報紙「市報みよし」2018年（平成30年）11月号に掲載された黒川の市長コラム『ペテン師は許せない』は、ペテン師の言葉の由来の説明や例示、結論にいたるまで、同年10月21日号の日本共産党機関紙「しんぶん赤旗」のコラム「潮流」に酷似しており、盗用ではないかと指摘された。この件について黒川は「コラムと自分の思いが同じだった。軽率だったと反省している」「赤旗は購読しており、ペテン師について書こうと思ったとき、思い出してそのまま使ってしまった」と盗用を認めて謝罪した。さらに産経新聞は、同紙5月号の市長コラムの文在寅韓国大統領の発言や経歴に関する記述が4月29日付けの「しんぶん赤旗」のコラムの記述とほとんど同一であることや、7月号の熊本地震に関する記述が日経新聞の「春秋」の記述と極めてよく似ていることを指摘している。産経新聞の取材に対して黒川は「過去のコラムについてはよく覚えていない。多くの新聞や本を読んでいるので、頭の中にその言葉が残っていたのかもしれない」と釈明している。
さらに徳島新聞は黒川が三好市長に当選した年である2013年（平成25年）の黒川のフェイスブックやブログにも日経新聞、朝日新聞、日本農業新聞、しんぶん赤旗、評論家天木直人のブログからの盗用と思われる部分があると指摘。この件についての徳島新聞の取材に対して黒川は「書いた覚えがない。私の名前を語って誰かが書いたのだろう」「選挙のまっただ中で、暑くてへろへろ。ブログの更新はもちろん、新聞を読む余裕もなかった」「パスワードを2、3人に教えていた」として他人が書いたものだと弁明している。
同年11月30日、三好市議会で市長の期末手当3割減給の条例改正案と問責決議案が提出された。減給の条例改正案は否決されたものの、問責決議案は可決された。
同年12月19日、市議会は、黒川に対する辞職勧告決議案を賛成多数で可決した。提出された決議文には「血税で作成される市報のコラムで現政権を批判し、特定政党の思想を市長が掲載することは言語道断」と記された。黒川は「重く受け止め、真摯に対応していく。それ以上でも、それ以下でもない」と述べ去就を明らかにしなかった。